# سنا ينامي
سنا ينامي (باليابانية: 井波 靖奈) (25 يونيو 1992 في كانازاوا في اليابان – )؛ هو لاعب كرة قدم ياباني سابق كان يلعب كلاعب وسط.

## وصلات خارجية
- سنا ينامي على موقع رابطة كرة القدم اليابانية للمحترفين (اليابانية)
- سنا ينامي على موقع قاعدة بيانات كرة القدم.إي يو (الإنجليزية)
- سنا ينامي على موقع Soccerway.com (الإنجليزية)
- سنا ينامي على موقع عالم كرة القدم.نت (الإنجليزية)
- سنا ينامي على موقع كووورة